# Paczolay Béla
Paczolay Béla (Budapest, 1961. július 26. –) magyar televíziós, film, reklám- és színházrendező, forgatókönyvíró.

## Életpályája
1982-1986 között az ELTE Tanárképző Főiskolai Kar (ELTE-TFK), 1988-1992 között a Színház- és Filmművészeti Főiskola hallgatója volt.

## Filmes, televíziós és színházi rendezései

### Játékfilmek
- Egy csésze fekete (a XX. sz. legérdekesebb bűnügyei, tv sorozat, 3 rész) – A szőke kísértet (30’) 1997, Szélhámos a tiszti kereszttel (30’) 1997, A trezortól keletre (30’) 1998
- Bányató (2007)
- Kalandorok (2008)
- Dumapárbaj (2015)
- Pacsirta (2022)

### Szinházi rendezései
- Party – Pesti Színház, 2022
- A rendes lányok csendben sírnak – Vígszínház, Házi Színpad, 2021
- Pacsirta – Pesti Magyar Színház, 2019
- Az elveszett Csontváry – Pécsi Nemzeti Színház, 2019
- Főfőnök – Pécsi Nemzeti Színház, 2018
- Legyen Férfi, Monsieur Pignon! – Thália Színház, 2018
- Tizenkét dühös ember – Tatabányai Jászai Mari Színház, 2018
- Ádám almái  – Pécs Nemzeti Színház, 2017
- Bocs, félrement! – Belvárosi Színház, 2016
- Egyasszony  – Jurányi, 2015
- Toldi– Vígszínház, Pesti Színház 2014

### Egyéb
- Déry Tibor: Alkonyodik, a bárányok elvéreznek (1992)
- Jékely Zoltán: Efruzén (1993)
- Filléres irodalom (1996)
- Kézirat (60 kortárs író bemutatása dramatikus jelenetekkel) 1997-1998

## Dokumentumfilmjei
- Chicago 990 (szubkultúra), 1992
- Tihany fekete báránya (50’, társadalom), 1994
- Dunamentők (50’, ökológia), 1995
- Monseigneur Menetary (50’, etológia), 1995 (francia-magyar koprodukció)
- Juhász mese (40’ ), 2003

## Portréfilmjei
- Desmon Morris (60’), 1999
- David Attenborough (60’), 1999
- Koltai Lajos (40’), 2003